# Ambert
Ambert ist eine französische Stadt mit 6556 Einwohnern (Stand 1. Januar 2022) im Département Puy-de-Dôme in der Region Auvergne-Rhône-Alpes. Die Stadt ist Sitz der Unterpräfektur (französisch Sous-préfecture) des Arrondissements Ambert. Ambert ist auch Hauptort (französisch: chef-lieu) des gleichnamigen Kantons.

## Lage

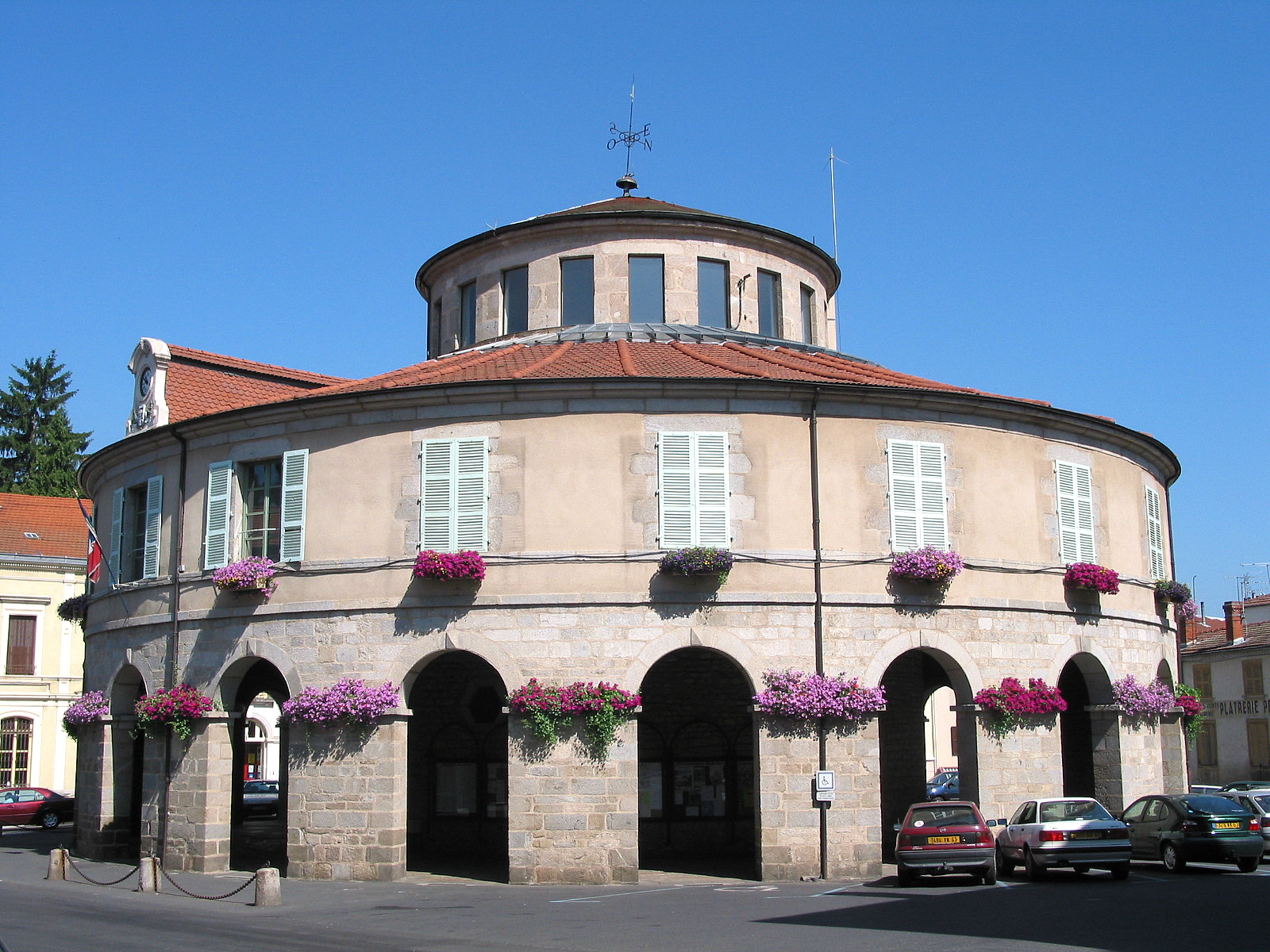
Das Rathaus von Ambert (1816), urspr. Kornlager

Ambert liegt an der Dore, einem Nebenfluss des Allier, im Regionalen Naturpark Livradois-Forez, der auf dem Gebiet der Départements Puy-de-Dôme und Haute-Loire liegt. Clermont-Ferrand im Nordwesten und Saint-Étienne im Südosten sind jeweils etwa 80 km entfernt, nach Lyon sind es 130 und nach Paris 500 Kilometer.

## Bevölkerungsentwicklung
| Jahr                       | 1962 | 1968 | 1975 | 1982 | 1990 | 1999 | 2007 |
| Einwohner                  | 7160 | 7328 | 7603 | 7722 | 7420 | 7309 | 7016 |
| Quellen: Cassini und INSEE |      |      |      |      |      |      |      |

## Geschichte und Kultur

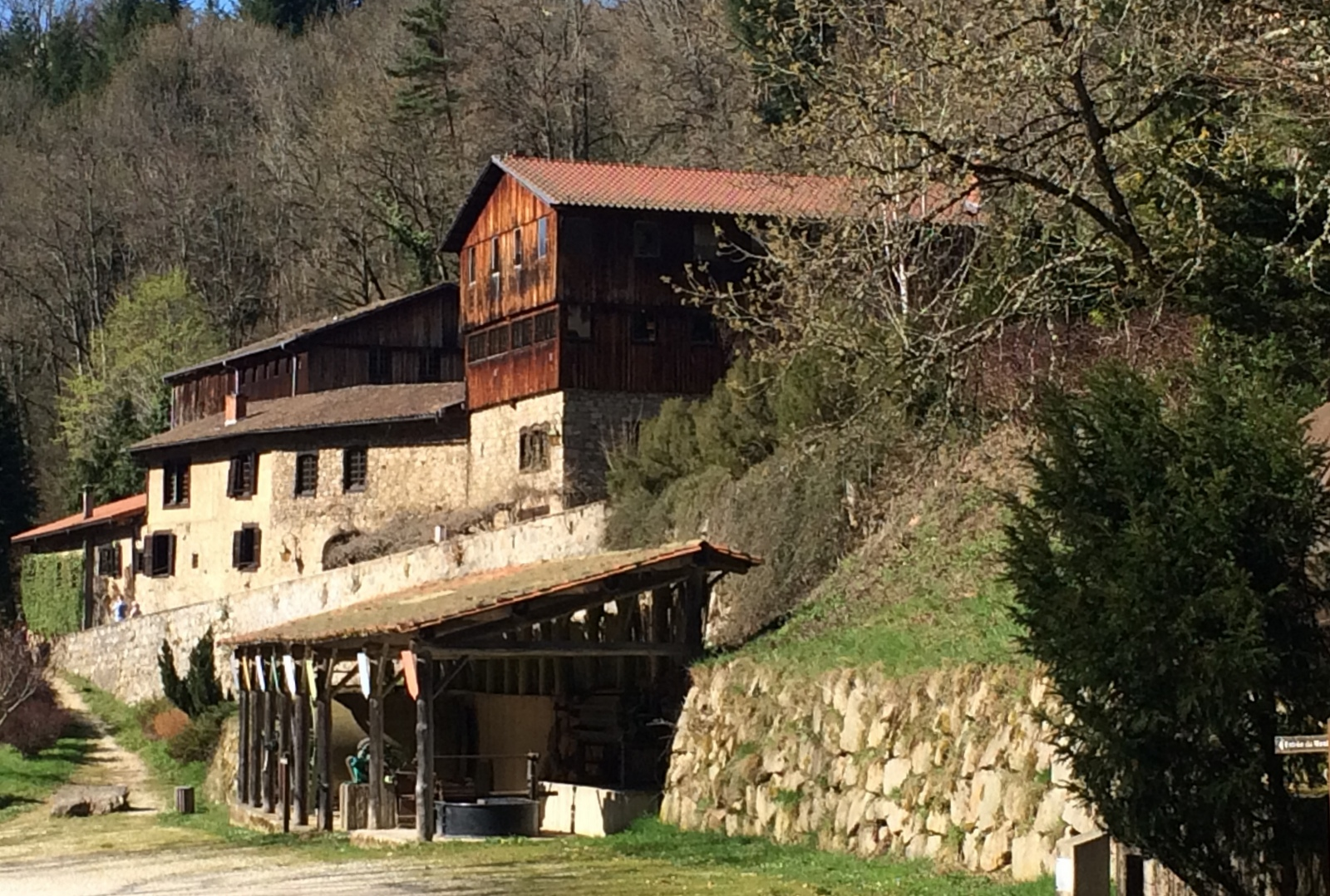
Papiermühle Richard de Bas

- Der Dolmen von Boisseyre (auch Pierre Couverte d’Ambert genannt) liegt westlich von Ambert.
- Seit dem 14. Jahrhundert gibt es in der Umgebung von Ambert Papiermühlen. Die 1326 gegründete Mühle von Richard de Bas ist heute noch in Betrieb. Sie kann besichtigt werden und beherbergt auch ein Museum, das der Geschichte der Papierherstellung gewidmet ist.
- Ambert ist auch bekannt durch den Edelpilzkäse Fourme d’Ambert.
- Die Stadt gehört zur Vereinigung „Die schönsten Umwege Frankreichs“ (Les Plus Beaux Détours de France), der 108 Kleinstädte (Stand Anfang 2023) im ganzen Land abseits der großen Tourismusrouten angehören.

## Partnerstädte
Ambert pflegt Städtepartnerschaften zu
- Annweiler an der Südlichen Weinstraße in Rheinland-Pfalz, Deutschland, seit 1988,
- Gorgonzola in der Lombardei, Italien, seit 2002, die nicht zuletzt aufgrund einer ähnlichen Käseproduktion zustande kam.

Seit 1989 besteht außerdem ein Freundschaftsvertrag mit der japanischen Gemeinde
- Higashi-Chichibu im Kreis Chichibu von Saitama.[1]

## Persönlichkeiten
- Michel Rolle (* 21. April 1652, † 8. November 1719 in Paris), Mathematiker, Mitglied der Académie des sciences
- Emmanuel Chabrier (* 18. Januar 1841, † 13. September 1894 in Paris), französischer Jurist, Komponist, Pianist und Violinist
- Agnelle Bundervoët (* 12. Oktober 1922, † 14. Februar 2015 in Vaucresson), Pianistin
- Jean-Claude Mourlevat (* 22. März 1952), französischer Buchautor